# Dörrmoschel
Dörrmoschel là một đô thị thuộc huyện Donnersberg, trong bang Rheinland-Pfalz, phía tây nước Đức. Đô thị Dörrmoschel có diện tích 2,88 km², dân số thời điểm ngày 31 tháng 12 năm 2006 là 143 người.